# Zagorc
Zagorc je priimek več znanih Slovencev:
- Alojz Zagorc, atlet
- Barbara Zagorc (*1972), argonomka
- Benjamin Zagorc, odvetnik
- Gregor Zagorc, dirigent in skladatelj (tamburaške opere)
- Matija (p. Edvard) Zagorc (1799—1866), frančiškan, prevajalec, zbiralec slovenskih rastlinskih imen, zasnoval kopališče Čatež
- Jana Zagorc Končan (*1949), kemijska tehnologinja, prof. FKKT
- Jože Zagorc - Zagi (1941—2005), nogometaš
- Meta Zagorc (*1951), kineziologinja in plesna pedagoginja
- Oton Zagorc, rodoslovec, mojster igre "go"
- Saša Zagorc (*1977), ustavni pravnik, strok. za volilno pravo, prof. PF UL
- Suzana Zagorc (*1979), pisateljica
- Tatjana Zagorc (*1970), agrarna ekon. (dr.), predsednica združenja živilske industrije